# Mariä Geburt (Abens)

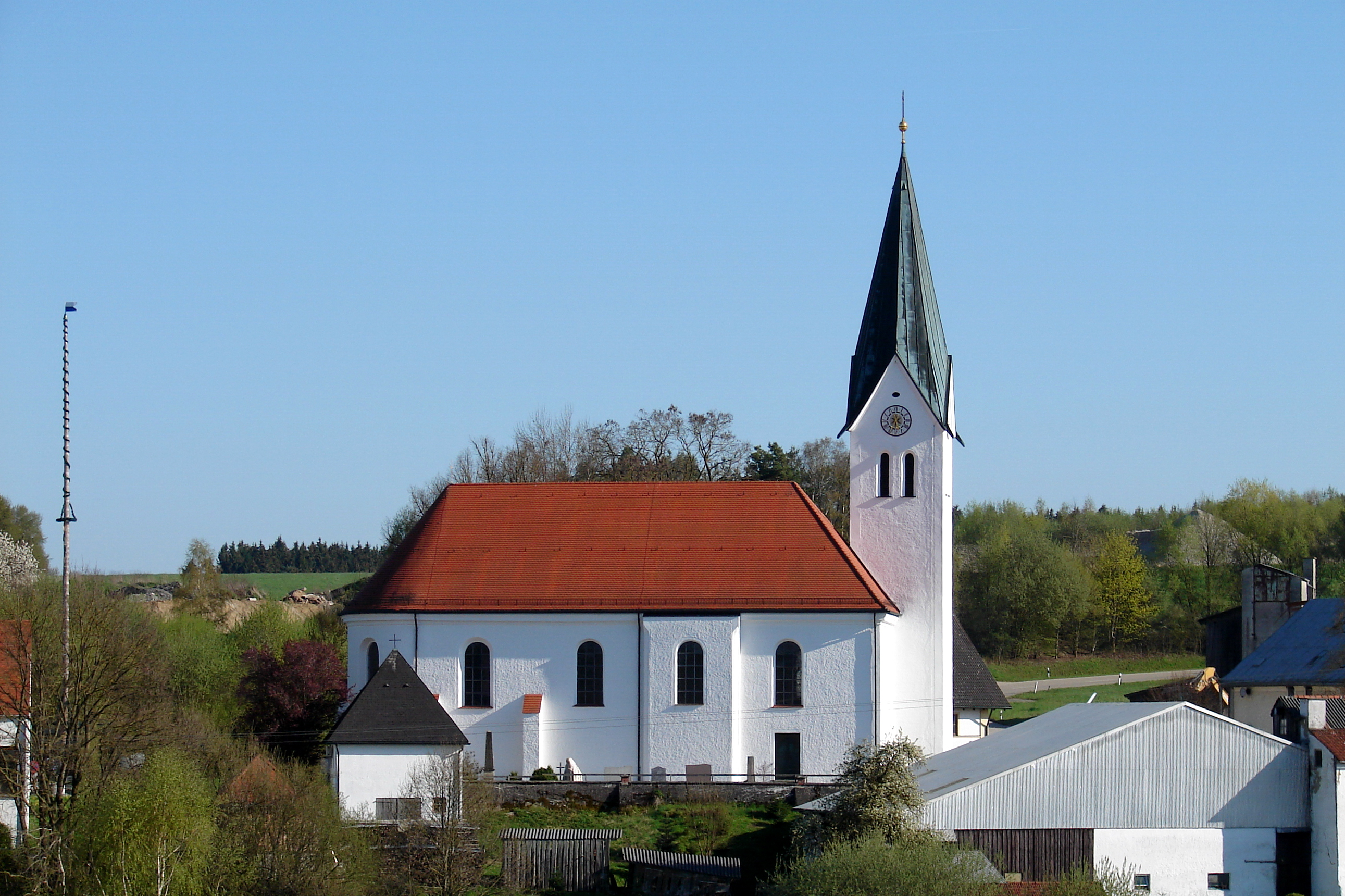
Mariä Geburt in Abens

Die katholische Pfarr- und Wallfahrtskirche Mariä Geburt in Abens, einem Ortsteil der Gemeinde Au in der Hallertau im oberbayerischen Landkreis Freising, wurde von 1738 bis 1740 errichtet. Die Kirche an der Hirnkirchner Straße 1 ist ein Baudenkmal des Bayerischen Landesamtes für Denkmalpflege.

## Geschichte
Abens ist nach Altomünster, Waging am See und Otting die viertälteste Pfarrei des Erzbistums München und Freising. Gegründet wurde sie im Jahr 759 von Adalunc und Hununc. Die erste einfache Kirche war dem Erzengel Michael geweiht. In spätgotischer Zeit, also im 14. oder 15. Jahrhundert, wurde eine größere Kirche gebaut, von der sich heute noch Überreste im Mauerwerk des Turmunterbaus finden. Um 1460 entstand das aus Holz geschnitzte Gnadenbild Unserer Lieben Frau von Abens, die Marienwallfahrt nach Abens soll aber bis auf die Zeit um 1270 zurückgehen.
Der heutige Kirchenbau im Barockstil entstand unter Leitung des Landshuter Hofmaurermeisters Johann Georg Hirschstötter in den Jahren 1738 bis 1740. 1892 wurde die barocke Turmzwiebel durch einen etwas höheren Pyramidenhelm ersetzt. Von 1950 bis 1954 wurde die Kirche nach dem damaligen Zeitgeschmack umgestaltet: Die neuromanischen Altäre aus dem 19. Jahrhundert und die farbigen Bleiglasfenster wurden entfernt. Die ursprünglich farbigen Reliefs der Seitenaltäre und Kreuzwegbilder wurden versilbert und die Deckenbilder im Chor und im Langhaus von Josef Nickl aus Freising neu gemalt. Das Gnadenbild, welches unter einem Baldachin am Hochaltar angebracht ist, blieb jedoch unverändert. Auch der Taufstein aus dem Jahr 1463, der mit einem Wappen der Adelsfamilie Preysing geschmückt ist, überdauerte alle Renovierungen unverändert. Seit 1968 wird die Pfarrei Abens von Attenkirchen aus seelsorgerlich betreut, seit 2007 gehört auch Wolfersdorf zum Pfarrverband.